# 銃後と前線記念碑
銃後と前線記念碑（じゅうごとぜんせんきねんひ、露: Памятник «Тыл и фронт», 英: Rear-Front Memorial）は、ロシア・マグニトゴルスクにあるモニュメントである。

## 概要
両手を伸ばした労働者から戦士に、剣が手渡されている様子が表現されている。戦士は、独ソ戦の前線があった西の方角を向いているのに対し、労働者は、マグニトゴルスク製鉄所がある東の方角を向いている。
高さは15メートルである。モニュメントは、1979年6月28日 - 29日に公開された。設計は、建築家のヤーコフ・ベロポルスキー (ru:Белопольский, Яков Борисович) による。彫刻は、彫刻家のレフ・ゴロヴニツキー (ru:Головницкий, Лев Николаевич) による。モニュメントに「銃後と前線」という名前を付けたのは、ゴロヴニツキーである。

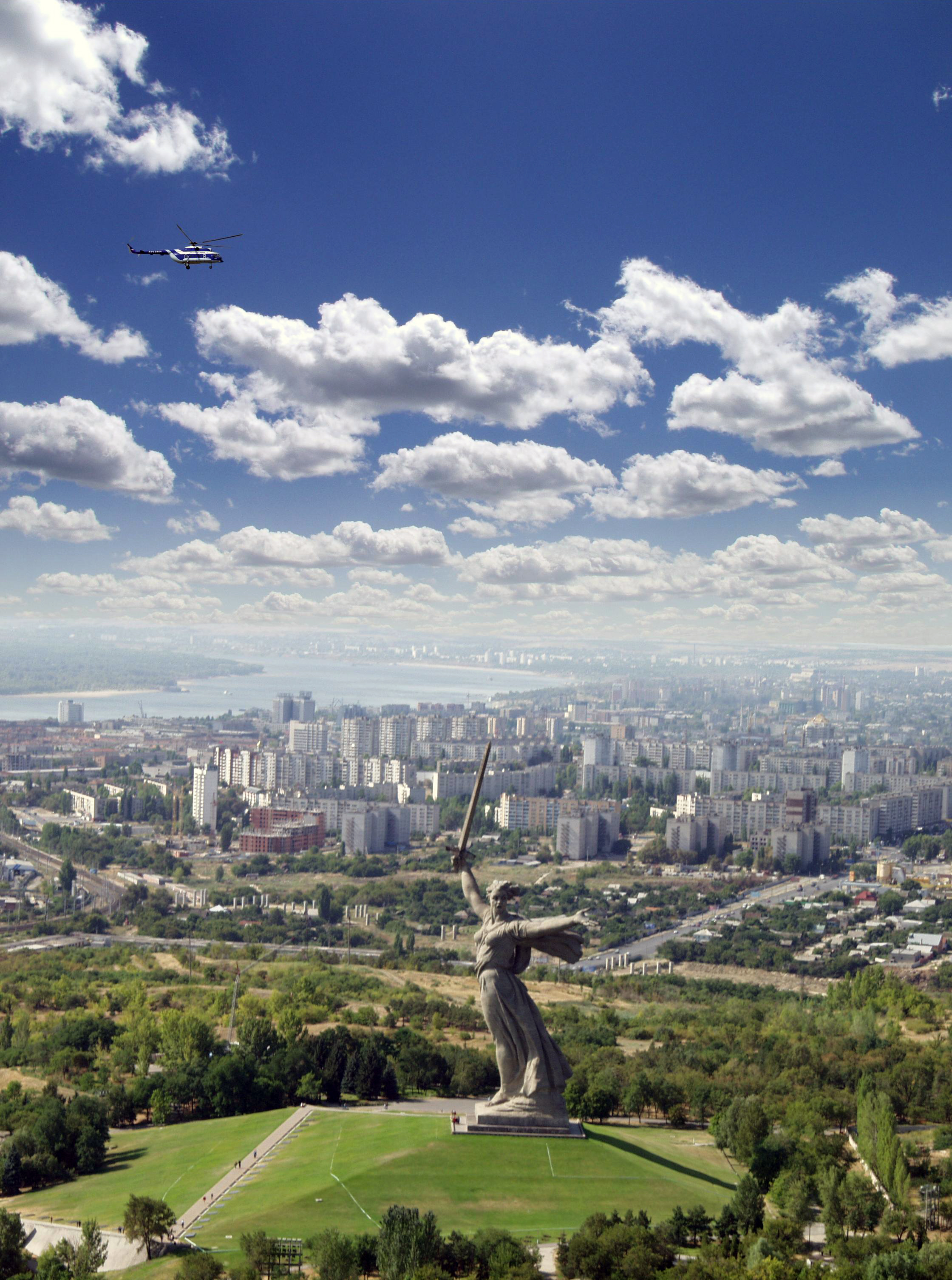
母なる祖国像

このモニュメントは、三連祭壇画 «Меч Победы»（英: “The Sword of Victory”）の最初の部分を表現しており、2番目の部分を表現しているのは、ヴォルゴグラードのママエフの丘にある母なる祖国像であり、3番目の部分を表現しているのは、ベルリンのトレプトウ公園 (en:Treptower Park) にあるソ連英雄記念碑であるとされる。モニュメントには、花崗岩で造られた、星の形をした花と、その中で燃える永遠の炎が含まれる。
2つの台形のセクションには、独ソ戦に際してソ連邦英雄の称号を授与されたマグニトゴルスク市民の名前が刻まれている。2005年5月9日に新たに設けられた2つの三角形のセクションには、戦争で命を落とした14,000を超えるマグニトゴルスク市民の名前が刻まれている。

## 建設
このモニュメントは、マグニトゴルスク市が設立されてから40年が経つのを記念して建設された。戦争に使用された戦車のおよそ2分の1と砲弾のおよそ3分の1がマグニトゴルスクの鉄鋼を用いて製造されたことから、モニュメントを設置する都市にマグニトゴルスクが選ばれた。モニュメントを建設することを目的として、ウラル川のほとりに18メートルの高さをもつ人工の丘が造られた。丘の基盤部分の固定には、鉄筋コンクリート杭が用いられている。83トンに及ぶ青銅の像がレニングラードで鋳造された後に分解され、鉄道によってマグニトゴルスクまで運搬されてから組み立てられた。